# 1830년 혁명

외젠 들라크루아의 민중을 이끄는 자유의 여신은 7월 혁명을 기념한다.

1830년 혁명(Revolutions of 1830)은 1830년에 유럽에서 일어난 혁명의 물결이다. 여기에는 네덜란드 연합왕국의 벨기에 혁명과 프랑스 왕국의 7월 혁명을 포함한 두 "국민낭만주의" 혁명이 있었으며, 폴란드 입헌왕국, 이탈리아의 주, 포르투갈 왕국 및 스위스에서의 반란이 뒤따랐다. 18년 후에는 1848년 혁명으로 알려진 또 다른 훨씬 더 강력한 혁명의 물결이 뒤따랐다.

## 국민낭만주의 혁명
모두 서유럽에서 일어난 1830년의 국민낭만주의 혁명은 유사한 입헌군주제인 국민군주제의 수립으로 이어졌다. 루이 필리프 1세는 1830년 7월 31일 "프랑스인의 왕"이 되었고, 레오폴 1세는 1831년 7월 21일 "벨기에인의 왕"이 되었다.

### 프랑스에서

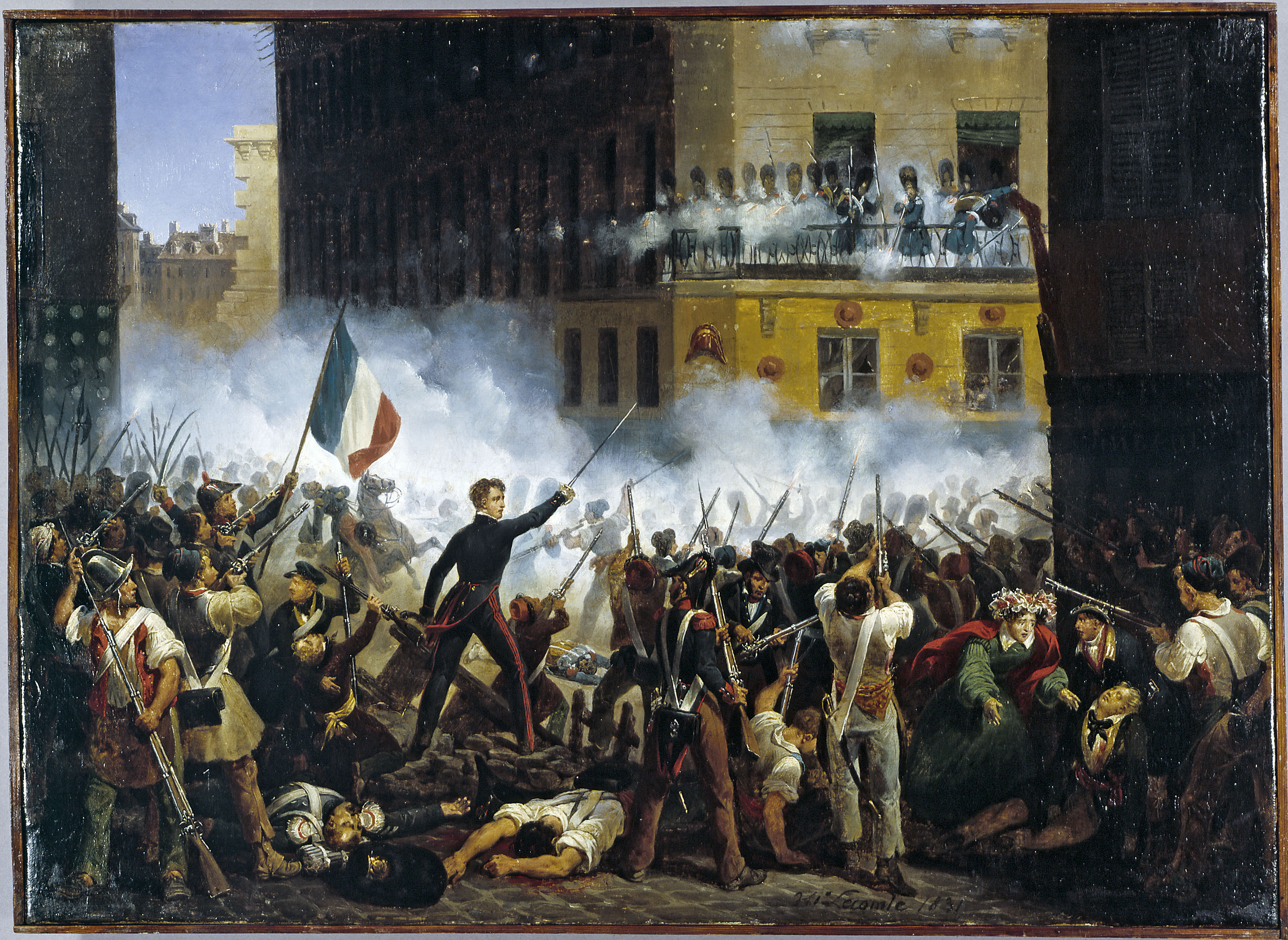
1830년 프랑스 혁명 중 파리 (프랑스)에서의 전투 묘사

프랑스에서는 7월 혁명으로 나폴레옹 보나파르트의 프랑스 제국 붕괴 후 복원되었던 부르봉가의 국왕 샤를 10세가 퇴위되었다. 샤를 10세 대신 그의 사촌 오를레앙 공작 루이 필리프가 초대 "프랑스인의 왕"으로 즉위했다. 이는 부르봉 왕정복고라는 입헌군주제에서 7월 왕정이라는 또 다른 입헌군주제로의 전환을, 부르봉가에서 그 서자 지류인 오를레앙가로의 권력 이양을, 그리고 세습권의 원칙을 국민주권으로 대체하는 것을 의미했다. 부르봉가의 지지자들은 정통주의자라고 불렸고, 루이 필리프의 지지자들은 오를레앙파라고 불렸다.
프랑스의 7월 왕정은 1848년 혁명까지 지속되었다.

### 벨기에에서

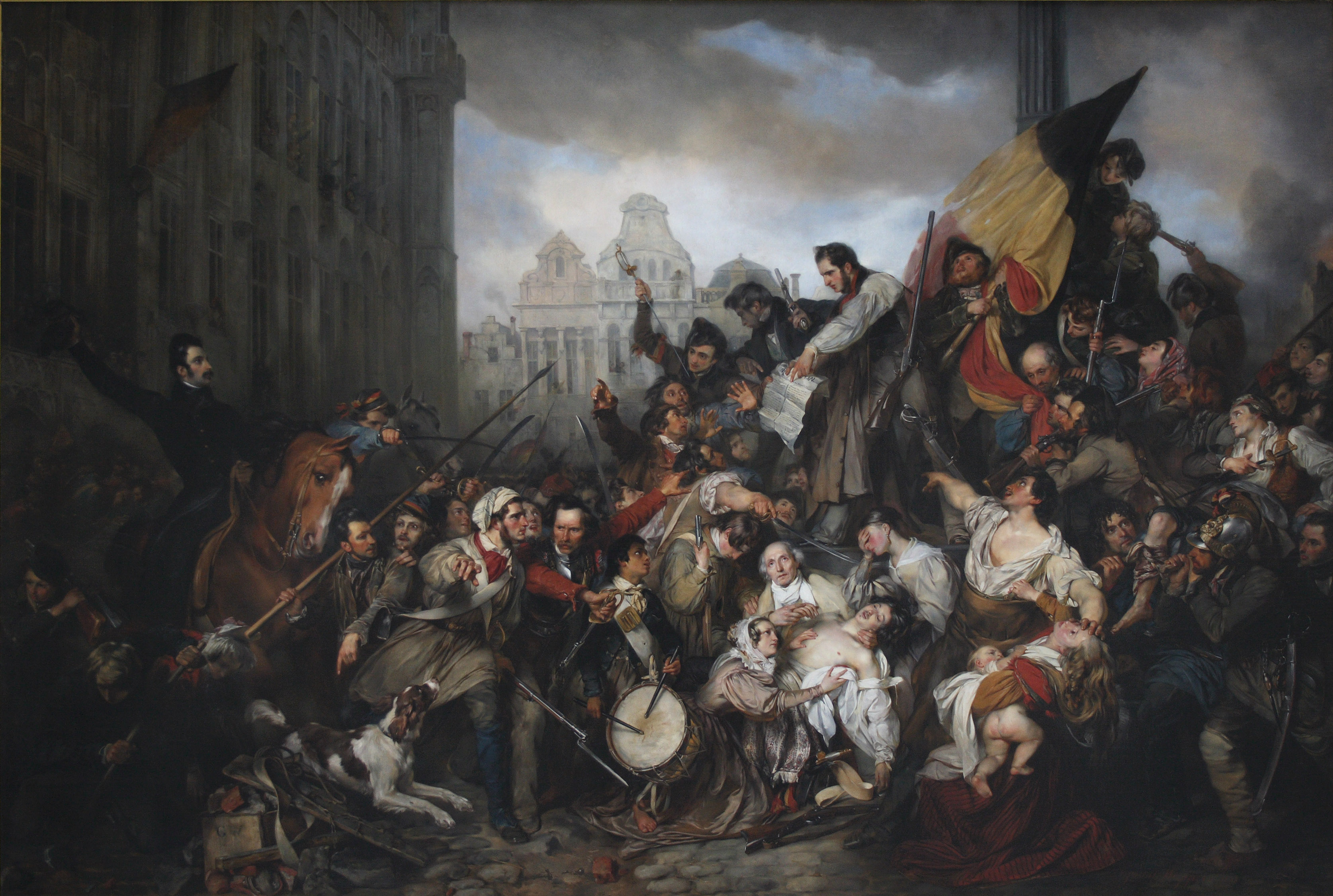
구스타프 바페르스의 1830년 9월 브뤼셀 시청 광장의 에피소드(1834년)는 벨기에 혁명을 가장 잘 묘사한 작품이다.

벨기에 혁명은 1830년 8월 25일에 발발했다. 단기적인 영향은 한 달 전 프랑스 7월 혁명의 발발이었다. 벨기에는 1815년에 네덜란드 연합왕국에 편입되었고, 네덜란드 절대 군주의 권력을 제한하고 기본적인 시민권을 보장하는 성문 헌법을 요구하는 벨기에 애국 운동이 일어났다. 프랑스 7월 혁명은 그들에게 자신들의 투쟁과 동등한 것으로 보였다. 이러한 맥락에서 브뤼셀에서 민족주의 오페라(포르티치의 벙어리 여인)가 상연되면서 수도의 부르주아지들 사이에 작은 봉기가 일어났고, 그들은 애국적인 노래를 부르며 도시의 일부 공공건물을 점거했다. 이 초기 혁명 집단은 수많은 도시 노동자들에 의해 부풀려졌다. 다음날 혁명가들은 1789년 브라반트 혁명의 영향을 받은 자신들의 깃발을 내걸기 시작했다. 질서 유지를 위해 여러 부르주아 민병대가 조직되었다. 브뤼셀의 상황은 전국적으로 광범위한 불안을 야기했다. 빌럼 1세 국왕은 자신의 아들의 반군과의 협상 권고를 거부하고, 그들을 보다 급진적인 독립 지향적인 입장으로 몰아붙였으며, 봉기를 진압하기 위해 브뤼셀로 대규모 군대를 파견했다.

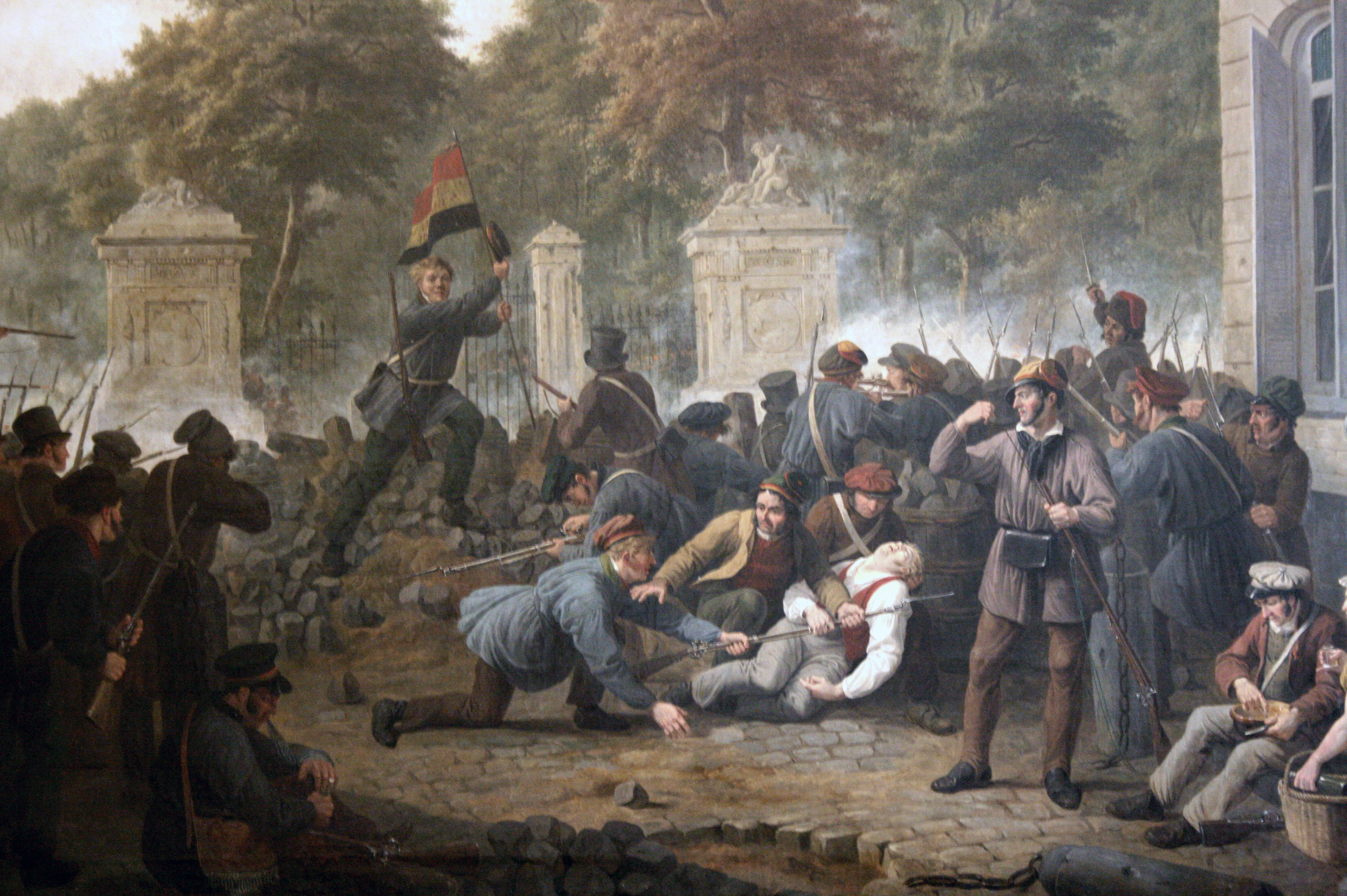
1830년 9월 브뤼셀 시가전 중 바리케이드에 있는 벨기에 반군

1830년 9월 23일부터 28일까지 네덜란드군과 브뤼셀 혁명군 사이에 격렬한 전투가 벌어졌고, 브뤼셀 혁명군은 전국 각지에서 온 소규모 병력에 의해 증강되었다. 네덜란드군은 결국 후퇴할 수밖에 없었다. 실패한 공격과 동시에 네덜란드군에서 벨기에 병사들의 대규모 탈영이 발생한 여파로, 혁명은 벨기에 전역으로 확산되었다. 네덜란드 주둔군은 안트베르펜과 룩셈부르크만이 점령된 채 해당 지역에서 밀려났다. 샤를 로지에가 이끄는 벨기에 임시정부는 9월 24일에 구성되었고, 벨기에 독립은 10월 4일에 공식적으로 선포되었으며, 헌법 제정 작업이 시작되었다. 12월, 런던 회의의 국제 정부들은 벨기에의 독립을 인정하고 그 중립을 보장했다. 그러나 네덜란드는 1839년에야 벨기에의 독립과 회의 조건을 인정했다. 1831년에 최종 채택된 벨기에 헌법은 개인의 자유를 보호했으며, 전 세계 미래 자유주의 헌법주의자들의 본보기가 되었다. 또한 1789년 프랑스 혁명 이후 공화주의와 관련된 폭민 통치에 대한 두려움을 막기 위해 국민 군주제("벨기에의 왕"이 아닌 "벨기에인의 왕")를 만들었다. 초대 벨기에인의 왕 레오폴 1세는 1831년 7월에 즉위했다.

## 다른 혁명과 봉기

### 이탈리아에서
1830년경, 통일된 이탈리아를 지지하는 혁명적 정서가 다시 부상하기 시작했으며, 일련의 봉기들이 이탈리아반도에 하나의 국가를 건설하기 위한 기반을 마련했다.
모데나 공작 프란체스코 4세는 야심만만한 인물이었고, 영토를 늘려 북이탈리아의 왕이 되기를 희망했다. 1826년, 프란체스코는 이탈리아 통일에 반대하는 이들을 제지하지 않을 것임을 분명히 했다. 이러한 선언에 고무되어 이 지역의 혁명가들은 조직을 결성하기 시작했다.

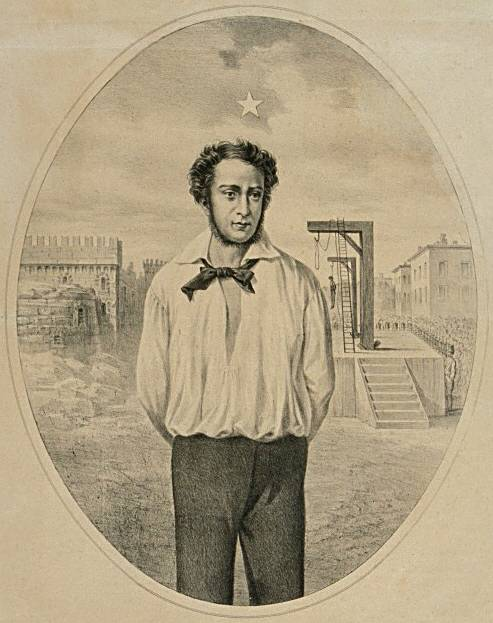
치로 메노티

새로운 프랑스 국왕 루이 필리프는 치로 메노티와 같은 혁명가들에게 오스트리아가 군대를 동원해 이탈리아에 개입하려 한다면 자신이 개입하겠다고 약속했다. 그러나 루이 필리프는 왕위를 잃을까 두려워 메노티가 계획한 봉기에 개입하지 않았다. 모데나 공작은 카르보나리당 지지자들을 버리고 1831년에 메노티와 다른 공모자들을 체포했으며, 오스트리아군으로부터 도움을 받아 다시 공국을 정복했다. 메노티는 교수형에 처해졌고, 모데나를 중심으로 한 혁명이라는 아이디어는 사라졌다.
동시에, 교황령의 볼로냐, 페라라, 라벤나, 포를리, 안코나, 페루자에서도 다른 봉기들이 일어났다. 교황 깃발 대신 삼색기를 채택한 이 성공적인 혁명들은 빠르게 모든 교황령으로 확산되었고, 새로 설치된 지방 정부들은 통일된 이탈리아 국가의 창설을 선포했다. 모데나와 교황령에서의 반란은 파르마 공국에서도 유사한 활동을 불러일으켰고, 그곳에서도 삼색기가 채택되었다. 파르마 공작부인 파르마 여공작 마리아 루이사는 정치적 격변 중에 도시를 떠났다.
반란을 일으킨 주들은 중앙이탈리아 연합주로 통합될 계획이었고, 이는 교황 그레고리오 16세가 반군에 대항하여 오스트리아와 프랑스의 도움을 요청하게 만들었다. 클레멘스 폰 메테르니히 후작은 루이 필리프에게 오스트리아는 이탈리아 문제에 간섭하지 않을 의도가 없으며 프랑스의 개입은 용납되지 않을 것이라고 경고했다. 루이 필리프는 안코나를 점령하기 위해 해군 원정대를 파견했고(1838년까지), 프랑스에 거주하는 이탈리아 애국자들을 체포했다.
1831년 봄, 오스트리아군은 이탈리아반도를 가로질러 진군하기 시작하여 봉기했던 각 주에서 저항을 천천히 진압했다. 이 군사 행동은 초기 혁명 운동의 대부분을 진압했으며, 많은 급진적 지도자들의 체포로 이어졌다.

### 폴란드에서

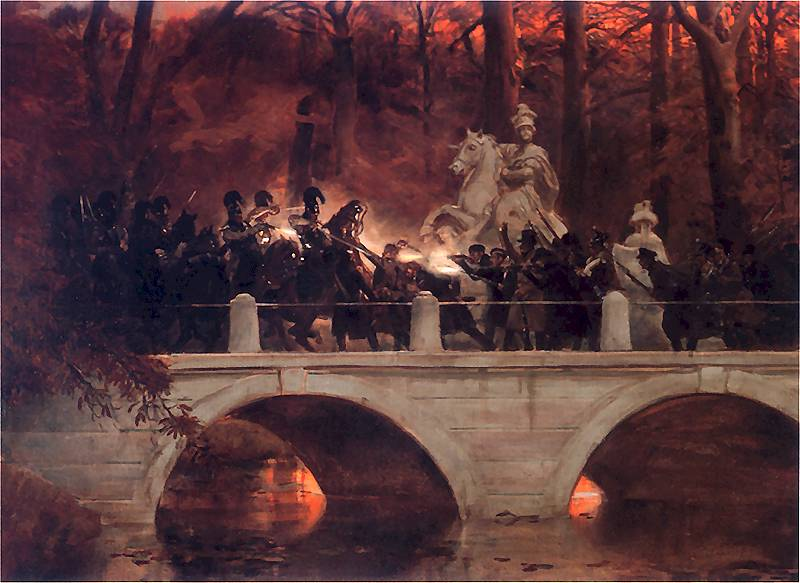
바르샤바의 와지엔키 공원에서 러시아군과 폴란드 혁명군이 충돌하는 모습

동시에 폴란드 입헌왕국에서는 러시아 제국의 니콜라이 1세에 대항하는 실패한 11월 봉기가 일어났다. 이 봉기는 1830년 11월 29일 바르샤바에서 폴란드 입헌왕국 육군 사관학교의 젊은 폴란드 장교들이 피오트르 비소츠키 중위의 지휘 아래 반란을 일으키면서 시작되었다. 이들은 곧 폴란드 사회의 많은 부분에 합류했고, 봉기는 분할 이전 폴란드의 일부였던 리투아니아, 서부 벨라루스, 우크라이나의 드니프로강 우안으로 확산되었다.
일부 지역적 성공에도 불구하고, 봉기는 결국 이반 파스케비치 휘하의 수적으로 우세한 러시아 제국 육군에 의해 진압되었다. 니콜라이 1세 차르는 이후 폴란드는 러시아의 통합된 일부이며, 바르샤바는 군사 주둔지보다 조금 나은 정도이고, 그 대학은 폐쇄될 것이라고 선언했다.

### 브라질과 포르투갈에서
유럽 혁명의 발발은 브라질 자유주의자들에게 페드루 1세 (브라질) 황제를 나라에서 추방할 기회를 제공했다. 그는 독립 투쟁 이후 권위주의적인 역할을 해왔다. 포르투갈 자유주의자들에 대한 헌신으로 인해 그는 포르투갈 내전에서 그들의 편을 들었다.

### 스위스에서
스위스에서는 농촌 인구가 가난하고 교육 수준이 낮았으며 정치적, 경제적으로 인근 도시의 통제 하에 있었다. 1798년 프랑스 통치 하의 헬베티아 공화국 시대에 자유와 평등의 사상이 확산되었다. 도시 시민과 농촌 농민에게 다른 법률을 적용하는 중세 시대의 개념은 전복되었다. 그러나 1803년 헬베티아 공화국은 붕괴되었고, 구체제와 공화정 사이의 타협안을 제시한 중재법 (1803년)으로 대체되었다. 이후 몇 년 동안 중재법 하의 제한된 자유조차 침해되었고, 1813년 나폴레옹 보나파르트의 패배 이후 중재법은 폐지되었다. 1814년에 시작된 복고 시기에는 새로운 헌법이 주 의회에서 농촌 지역의 대표성을 감소시켰다.

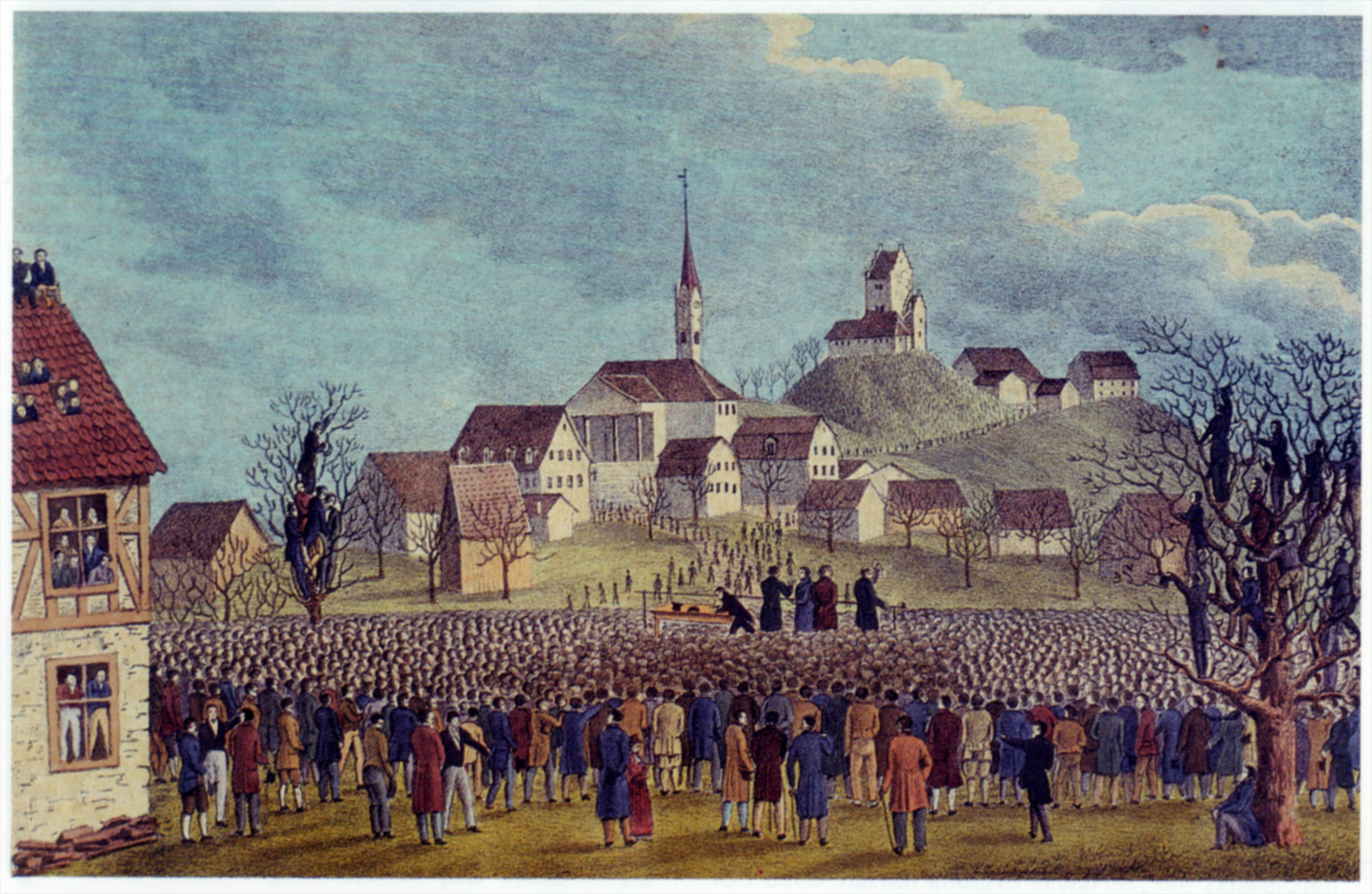
1830년 11월 22일 취리히 근처에서 우스터 타그가 열린다.

1830년 프랑스 7월 혁명 이후, 새로운 주 헌법을 요구하는 대규모 집회들이 여러 차례 개최되었다. 각 주마다 자체 헌법을 가지고 있었기 때문에, 각 주의 집회에서는 다른 세부 사항을 다루었지만, 모두 두 가지 주요 쟁점을 가지고 있었다. 첫째, 그들은 지방 입법부와 타크자충의 의석 배분 방식을 조정하여 헌법을 평화적으로 수정할 것을 요구했다. 특히 그들은 주 정부에서 주 수도가 과도하게 대표되는 것에 반대했다. 둘째, 그들은 헌법을 개정하는 방법을 모색했다. 헌법을 개정하거나 수정할 수 있는 방법이 있는 주는 거의 없었으며, 시민들의 발안제를 추가할 수 있는 주는 없었다.
첫 번째 집회는 1830년 10월과 11월에 투르가우주의 바인펠덴 근처에서 열렸고, 이어서 11월에는 아르가우주의 볼렌슈빌과 루체른주의 주르제, 그리고 취리히주의 우스터 (스위스) 근처 우스터 타그에서 회의가 열렸다. 12월에는 장크트갈렌주의 바트빌, 알트슈테텐, 장크트갈렌카펠에서 세 번의 집회가 열렸고, 졸로투른주의 발슈탈에서도 열렸다. 마지막 집회는 1831년 1월 베른주의 뮌징겐에서 열렸다.
집회에 대한 연설과 기사들은 널리 배포되어 매우 인기를 얻었다. 군중은 일반적으로 질서 정연하고 잘 행동했다. 예를 들어, 볼렌슈빌에서는 "예상외로 조용한 태도로 품위와 완벽한 질서를 가지고" 만났다고 보고되었다. 아르가우주와 장크트갈렌주에서 군중이 아라우 (스위스)와 장크트갈렌의 거리를 행진했음에도 불구하고(프라이엠트 민란으로 알려짐), 시위 행진은 평화로웠다. 집회와 행진 이후, 주 정부는 집회의 요구에 신속하게 굴복하고 헌법을 개정했다.

## 참고 문헌
- Artz Frederick B. Reaction And Revolution 1814-1832 (1934) online
- Church, Clive H. Europe in 1830: Revolution and political change (1983).
- Church, Clive H. "Forgotten Revolutions: recent work on the revolutions of 1830 in Europe." European Studies Review 7.1 (1977): 95-106.
- Fishman, Joel S. Diplomacy and Revolution: The London Conference of 1830 and the Belgian Revolt (CHEV, 1988).
- Galloy, Denise; Hayt, Franz (2006). 《La Belgique: des Tribus Gauloises à l'Etat Fédéral》 (프랑스어) 5판. Brussels: De Boeck. ISBN 2-8041-5098-4.
- Hordynski, Joseph. The 1830 Revolution in Poland (2018)
- Kramer, Lloyd S. Threshold of a new world: Intellectuals and the exile experience in Paris, 1830-1848 ( Cornell University Press, 2019).
- Pinkney, David H. French Revolution of 1830 (Princeton University Press, 1972).
- Popkin, Jeremy D. Press, Revolution, and Social Identities in France, 1830-1835 (Penn State Press, 2010).

틀:리소르지멘토